# Campanula embergeri
Campanula embergeri är en klockväxtart som beskrevs av René Verriet de Litardière och René Charles Maire. Campanula embergeri ingår i släktet blåklockor, och familjen klockväxter.
Artens utbredningsområde är Marocko.

## Underarter
Arten delas in i följande underarter:
- C. e. embergeri
- C. e. schotteri